# نادي خوبنتود ماريتيما
نادي خوبنتود ماريتيما Juventud Marítima  هو نادٍ رياضي مغربي من مدينة الحسيمة. تم إنشاؤه في أواسط الأربعينيات من طرف بعض المعمرين الإسبان المقيمين في مدينة الحسيمة التي كان يسميها الإسبان  بيا سان خورخو. خوبنتود ماريتيما والتي تعني بالعربية  شباب الساحل  تأسس سنة 1944  وغير اسمه وألوانه الأولى سنة 1946 ليظهر بهوية جديدة  تحت اسم نادي بيسكادورس.  مارس في الأقسام الشرفية الإسبانية إلى  سنة 1956 وتم حل النادي سنة 1958.

خارطة تمثل منطقة نفوذ إسبانيا شمال المغرب إبان عهد الاستعمار.
علم إقليم المغرب الإسباني إبان عهد الاستعمار.